# Fei Liang
Fei Liang (en chinois : 费梁) est un herpétologiste chinois né en 1936 et mort le 4 juin 2022 à Chengdu.
Il travaille au Chengdu Institute of Biology dans le Sichuan. C'est un spécialiste des anoures chinois.

## Taxons nommés en son honneur
- Feirana Dubois, 1992
- Feihyla Frost, Grant, Faivovich, Bain, Haas, Haddad, de Sá, Channing, Wilkinson, Donnellan, Raxworthy, Campbell, Blotto, Moler, Drewes, Nussbaum, Lynch, Green & Wheeler, 2006

## Quelques taxons décrits
- Bombina lichuanensis
- Brachytarsophrys chuannanensis
- Ingerana alpina
- Ingerana medogensis
- Kurixalus
- Leptobrachium hainanense
- Leptobrachium huashen
- Leptolalax alpinus
- Leptolalax liui
- Leptolalax ventripunctatus
- Limnonectes fujianensis
- Odorrana exiliversabilis
- Odorrana junlianensis
- Oreolalax granulosus
- Oreolalax liangbeiensis
- Oreolalax lichuanensis
- Oreolalax nanjiangensis
- Oreolalax puxiongensis
- Oreolalax rhodostigmatus
- Oreolalax xiangchengensis
- Pachyhynobius
- Pachyhynobius shangchengensis
- Parapelophryne
- Protohynobius
- Protohynobius puxiongensis
- Pseudoamolops
- Rana hainanensis
- Rana huanrenensis
- Rana hubeiensis
- Rana jingdongensis
- Rana nasuta
- Rana omeimontis
- Rana zhenhaiensis
- Scutiger jiulongensis
- Scutiger muliensis
- Scutiger nyingchiensis
- Scutiger tuberculatus
- Xenophrys binchuanensis
- Xenophrys glandulosa
- Xenophrys huangshanensis
- Xenophrys jingdongensis
- Xenophrys mangshanensis
- Xenophrys medogensis
- Xenophrys wawuensis
- Xenophrys wuliangshanensis
- Xenophrys wushanensis
- Xenophrys zhangi